# Blue Vixen

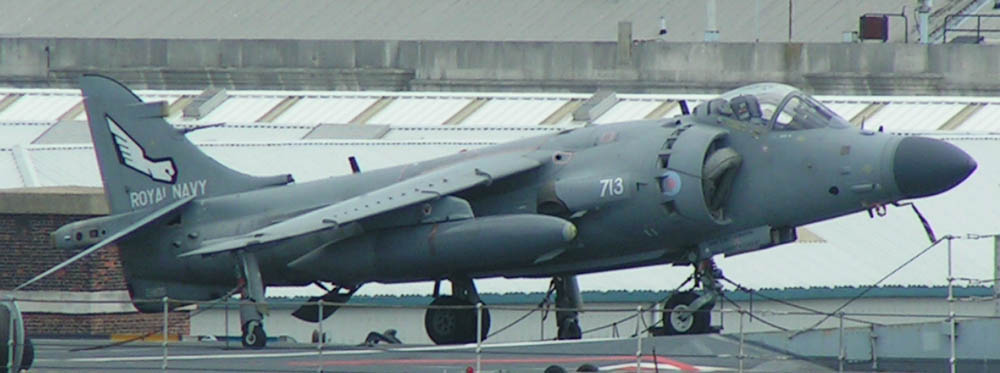
Un Sea Harrier FA.2 de la Royal Navy sur le pont de l'HMS Invincible.

Le Blue Vixen était un radar aéroporté britannique, conçu et fabriqué dans les années 1990 pour la Royal Navy par Ferranti Defence Systems (plus tard, GEC-Marconi).

## Caractéristiques
Le Blue Vixen était un radar Doppler pulsé aéronautique multimode et léger (145 kg), cohérent et travaillant en bande I, développé à partir du radar plus ancien Blue Fox (également conçu par Ferranti), et conçu pour être utilisé sur le Sea Harrier FA.2, qu'il a équipé à partir de 1993.
Multimodes, il disposait de 11 modes opérationnels et était employé pour l'interception aérienne et l'attaque air-sol, au dessus de l'eau ou des terres. Plutôt résistant aux contre-mesures électroniques, il était doté d'une capacité de détection et d'attaque vers le bas (« look-down/shoot-down ») et d'une capacité de détection vers le haut. Conçu dès le départ pour être totalement compatible avec le missile air-air AMRAAM, il était doté d'un track while scan et pouvait suivre et engager plusieurs cibles en même-temps. Il était également compatible avec les missiles Sea Eagle et Sidewinder

## Utilisateur
- Royaume-Uni : Royal Navy